# 漢能薄膜
漢能薄膜發電集團有限公司，簡稱漢能薄膜發電集團、漢能薄膜發電，以及漢能薄膜（英語：Hanergy Thin Film Power Group Limited」，港交所除牌前0566.HK），是一間中國公司。前身為「鉑陽太陽能技術控股有限公司」，以及「漢能太陽能集團有限公司」，是出售紅發玩具49%股權予給創辦人葉潤權，而收購太陽能業務股權而來的。
事實上它們是積極開拓生產太陽能電池的。而董事局主席是李河君。除了中國最大的為薄膜太陽能組建製造商提供設備和整合方案的供應商之一外，還是擁有管理經驗的。

## 歷史
2015年3月，漢能薄膜宣布向寶塔石化集團有限公司及內蒙古滿世投資集團增發最多41億股。寶塔石化會認講其中3億至30億股新股；而滿世投資會認講1億至11億股新股。整項融資規模最多涉及220億港元。同年12月，有關配股計劃取消。
2015年5月20日，漢能薄膜舉行股東會期間，股價曾急跌近50%並停牌，時任總裁代明芳於會後被傳媒追問大跌原因，他拒絕作出回應，只表示將發公告交代事件。。2015年5月27日，身兼漢能薄膜大股東的李河君接受央視電視訪問中否認了香港監管部門對其採取措施，「當時有傳言説，香港監管部門對我們採取措施，這純粹是謠言，絕對不可能。」該訪問播出後的第二日，即2015年5月28日，香港證券及期貨事務監察委員會罕有發出聲明就調查狀況表態，新聞稿更「澄清證監會已就漢能薄膜發電集團有限公司的事務進行調查，有關調查仍在繼續。鑑於有報道否認相關措施，證監會基於公眾利益，根據披露政策發出此聲明。而證監會不會就調查作出進一步評論。」這有別於香港證監會面對傳媒查詢時「不予置評」的一貫做法。。其後於2015年7月15日，漢能薄膜發表通告指聯交所應證監會之指令，於當日即時停止漢能薄膜股份之買賣。而據港交所當時所刊載的股權披露紀錄，李河君當日持有312億股股份，以停牌前每股3.91元計，單單持股部份的身家已達1,220億元，當年被中國胡潤百富榜評為「中國首富」的李河君，一度勝過阿里巴巴主席馬雲的身家，漢能薄膜佔有不少的比重。
2015年7月16日，仍在接受香港證監會調查的漢能薄膜更聲言要起訴香港證監會。
2016年5月20日晚上10時50分（即離港交所披露易系統窗口的關閉時間晚上11時前的10分鐘），漢能薄膜宣布，原本身兼大股東及主席身份的李河君，基於「加強公司治理」的原因，辭任漢能薄膜執行董事和董事會主席職務，即日生效，公司另外兩名副主席亦分別以「加強公司治理」及「專注其他業務發展」為由，雙雙辭任公司執行董事及董事會副主席職務。上述公告一出，引發市場各類對董事跳船的揣測，漢能亦急急在官網發聲明澄清，新當選董事在如技術、市場推廣、財務及內部風險管理等範疇均有重要貢獻，「希望媒體和公眾不要過份解讀」。
2018年10月23日，停牌41個月的漢能薄膜雖然復牌無期，但其控股股東漢能移動能源控股集團有限公司聲稱「出於對中小股東利益保護」，決定對持有上市公司股票的所有投資人發出私有化要約,收購價格為每股不低於5港元，以現金收購或股票置換,私有化後公司擬在中國A股上市。《香港經濟日報》引述市場人士質疑，漢能薄膜正被證監會勒令停牌，而私有化又涉及龐大資金，現時漢能已發行股本約421億股，其中大股東李河君持股73.96%（約312億股），即使不計大股東部份，以每股5元計，私有化涉資約545億元，故市場人士對於今次成功私有化與否存疑。
2019年2月1日，漢能薄膜公布，稱公司的復牌工作無新進展，而復牌期限將於今年7月31日屆滿。倘公司於當日期限屆滿之前，未能復牌，聯交所上市部將向聯交所上市委員會建議取消漢能薄膜在香港的上市地位。而在適當情況下，聯交所有權根據上市規則第 6.10 條實施較短的特定補救期限。
2019年2月26日，漢能薄膜於官網刊發新聞稿稱，與其控股股東漢能移動能源控股集團聯合公告顯示，漢能薄膜發電私有化方案公告獲得香港證監會批准發佈，按公告顯示的提議方案，漢能薄膜發電股東將以換股方式獲得新公司股份，即不再以此前提及的每股5元現金代價的方式去私有化，並尋求在A股上市，此說法亦令不少媒體以「證監會批准漢能私有化」為題作出報道。不過，翻查漢能薄膜在港交所披露易披露的公告可見，該換股方式的提議之所有條件須於最後截止日期（或要約人漢能移動能源控股集團及漢能薄膜可能協定，或視乎情況所需百慕達最高法院可能指示且在任何情況下經「執行人員」（即是證監會企業融資部執行董事或其轉授職能的任何人士）允許之較後日期）或之前達成或獲豁免，否則提議及計劃將告失效。漢能薄膜無權豁免任何條件，而公告中亦未有提及已獲執行人員允許。外電更批評漢能薄膜向股東提供了一個不太可靠的退出選擇，即將其所持的股票換成一家不知道最終會否在A股上市的新公司股份。
2019年2月26日，漢能薄膜同日另一份公告指出，已委任天財資本國際有限公司為漢能薄膜的獨立財務顧問，以就與私有化提議有關的事宜向獨立董事委員會（由盧文端、何小鋒教授、張秋生教授及王丹組成）提供意見。該公告顯示，據收購守則規則2.1，委任天財資本為獨立財務顧問一事已獲獨立董事委員會批准，並警告股東及潛在投資者，有關私有化提議須待前述的條件達成或獲豁免後，方可作實，因此私有化的實行仍存在不確定性。
2019年12月，公司实际控制人李河君被锦州市公安局带走协助调查。
2023年初，北京市第一中级人民法院发布《关于邀请社会中介机构通过网络形式竞争选任破产清算管理人的公告》，漢能薄膜进入破产清算。

## 相关网站
- hanergythinfilmpower.com （页面存档备份，存于）
- hanergy.co.uk